# Ligament calcanéo-cuboïdien
Le ligament calcanéo-cuboïdien (ou ligament calcanéo-cuboïdien interne) est un ligament de l'articulation transverse du tarse constituant un des deux faisceaux du ligament bifurqué.

## Description
Le ligament calcanéo-cuboïdien est le faisceau latéral du ligament bifurqué. Il s'étend de la face supérieure du tubercule du calcanéum à la face supérieure de l'os cuboïde en dedans du ligament calcanéo-cuboïdien dorsal.